# 1994-es Australian Open
Az 1994-es Australian Open az év első Grand Slam-tornája, az Australian Open 82. kiadása volt. Január 17. és január 30. között rendezték meg Melbourne-ben. A férfiaknál az amerikai Pete Sampras, nőknél a német Steffi Graf nyert.

## Döntők

### Férfi egyes
Pete Sampras -  Todd Martin, 7-6, 6-4, 6-4

### Női egyes
Steffi Graf -  Arantxa Sánchez Vicario, 6-0, 6-2

### Férfi páros
Jacco Eltingh /  Paul Haarhuis -  Byron Black /  Jonathan Stark, 6-7, 6-3, 6-4, 6-3

### Női páros
Gigi Fernández /  Natallja Zverava -  Patty Fendick /  Meredith McGrath, 6-e, 4-6, 6-4

### Vegyes páros
Andrej Olhovszkij /  Larisa Savchenko-Neiland -  Helena Suková /  Todd Woodbridge, 7-5, 6-7, 6-2

## Juniorok

### Fiú egyéni
Ben Ellwood –  Andrew Ilie 5–7, 6–3, 6–3

### Lány egyéni
Trudi Musgrave –  Barbara Schett 4–6, 6–4, 6–2

### Fiú páros
Ben Ellwood /  Mark Philippoussis –  Jamie Delgado /  Roman Kukal 4–6, 6–2, 6–1

### Lány páros
Corina Morariu /  Ludmila Varmužová –  Yvette Basting /  Alexandra Schneider 7–5, 2–6, 7–5